# ریواستیگمین
ریواستیگمین (با نام تجاری Exelon در میان دیگران فروخته می‌شود) یک مهار کننده کولین استراز است که برای درمان بیماری آلزایمر خفیف تا متوسط و بیماری پارکینسون استفاده می‌شود. این دارو را می‌توان به صورت خوراکی یا از طریق پچ ترانس درمال تجویز کرد. شکل دوم شیوع عوارض جانبی را کاهش می‌دهد، که به‌طور معمول شامل تهوع و استفراغ است.
دارو از طریق ادرار از بین می‌رود و به نظر می‌رسد تداخلات دارویی نسبتاً کمی داشته باشد.
رده درمانی: داروهای کولینرژیک و پاراسمپاتومیمتیک
اشکال دارویی: قرص و پچ پوستی

## موارد مصرف
ریواستیگمین از داروهایی است که در درمان آلزایمر، دمانس و دمانس ناشی از پارکینسون استفاده می‌شود.
از کپسول ریواستیگمین، محلول مایع و پچ‌های پوستی برای درمان زوال عقل خفیف تا متوسط از نوع آلزایمر و زوال عقل خفیف تا متوسط مربوط به بیماری پارکینسون استفاده می‌شود.
Rivastigmine اثرات درمانی را بر روی مشکلات شناختی (تفکر و حافظه)، عملکردی (فعالیت‌های روزمره زندگی) و رفتاری نشان داده‌است که معمولاً با آلزایمر و زوال عقل بیماری پارکینسون همراه است.

## مکانیسم اثر
ریواستیگمین از هیدرولیز استیل کولین به وسیله استیل کولین استراز جلوگیری می‌کند و در نتیجه با افزایش سطح استیل کولین در سیناپس عصبی، انتقال تکان‌های عصبی در محل اتصال عصب – عضله را تسهیل می‌نماید و موجب افزایش سطح استیل کولین مغز می‌شود.
کارایی آن شبیه به دونپزیل و تاکرین است. دوزهای زیر 6 mg / d ممکن است بی اثر باشد. اثرات این نوع دارو در انواع مختلف زوال عقل (از جمله زوال عقل آلزایمر) متوسط است و هنوز مشخص نیست که کدام یک از مهارکننده‌های استراز AChE (BChE) در زوال عقل پارکینسون بهتر است، اگرچه ریواستیگمین به خوبی مطالعه شده‌است.
ریواستیگمین، یک مهار کننده کولین استراز، هم بوتیریل کولین استراز و هم استیل کولین استراز را مهار می‌کند (برخلاف دونپزیل، که به‌طور انتخابی استیل کولین استراز را مهار می‌کند). تصور می‌شود که با مهار این آنزیم‌های کولین استراز، که در غیر این صورت استیل کولین انتقال دهنده عصبی مغز را تجزیه می‌کند، کار می‌کند.
عوارض جانبی ممکن است شامل حالت تهوع و استفراغ، کاهش اشتها و کاهش وزن باشد.
ریواستیگمین در گروه B بارداری طبقه‌بندی می‌شود، اطلاعات کافی در مورد خطرات مرتبط با شیردهی ندارد. در موارد مصرف بیش از حد، از آتروپین برای برادی کاردی معکوس استفاده می‌شود. دیالیز به دلیل نیمه عمر دارو بی اثر است.